# イノモトソウ属
イノモトソウ属（イノモトソウぞく、学名：Pteris、プテリス）は、イノモトソウ科に属する薄嚢シダ類の1群。大きな羽片をあまり数多くは付けないものが多い。葉の羽片の縁に沿って走る脈があり、その上に長く胞子嚢群が生じるのが特徴である。また、胞子嚢を包むのは真の包膜ではなく、葉の縁が裏向けに反って生じたもので、これを偽包膜という。
カール・フォン。リンネの『植物種誌2』 (1753: 1073)にて設立された属。 PPG I (2016) では、約250種を含む単系統群とされ、Afropteris Alston、Anopteris Prantl ex Diels、Ochropteris J.Sm.、Neurocallis Fée、プラティゾマ属 Platyzoma R.Br.を内包する。

## 名称
和名はイノモトソウ属である。学名の Pteris は、ギリシア語でシダを意味する pteris から採られたもので、羽状の葉の形に由来する。また別の説では、同様の理由で鳥の翼を意味するギリシア語の pteron に由来する。この語はシダ植物を指す言葉である Pteridophyta にも共通する。また、例えばオシダ属 Dryopteris （樫のようなシダの意）のように、様々な接頭語を着けて他のシダを示す名にも使われる。

## 特徴
地上に生え、根茎は短くて、斜上または直立するか地上に這う（匍匐する）。根茎には細かな鱗片を持つ。葉は叢生し、葉柄は褐色系に色づき、葉身の中軸や羽片の軸を含め、表の側に溝があってその両側の縁が明瞭。葉身は単葉のものもあるが、多くは1回羽状複葉から2回羽状複葉で、その羽片が羽状に深裂するものまでであり、更にその羽片が三出するものが含まれる。葉脈は胞子嚢床で連結するという特徴があるが、それ以外では遊離する例が多く、ただし羽軸や小羽軸沿いに網目を形成する例もある。
胞子嚢群は、葉の裂片の葉縁沿いの脈の上に、長く伸びた形で形成される。裂片の葉縁は、葉の裏側に反転して変形した膜質で胞子嚢群を包んで偽包膜を形成する。偽包膜は透明で無毛。

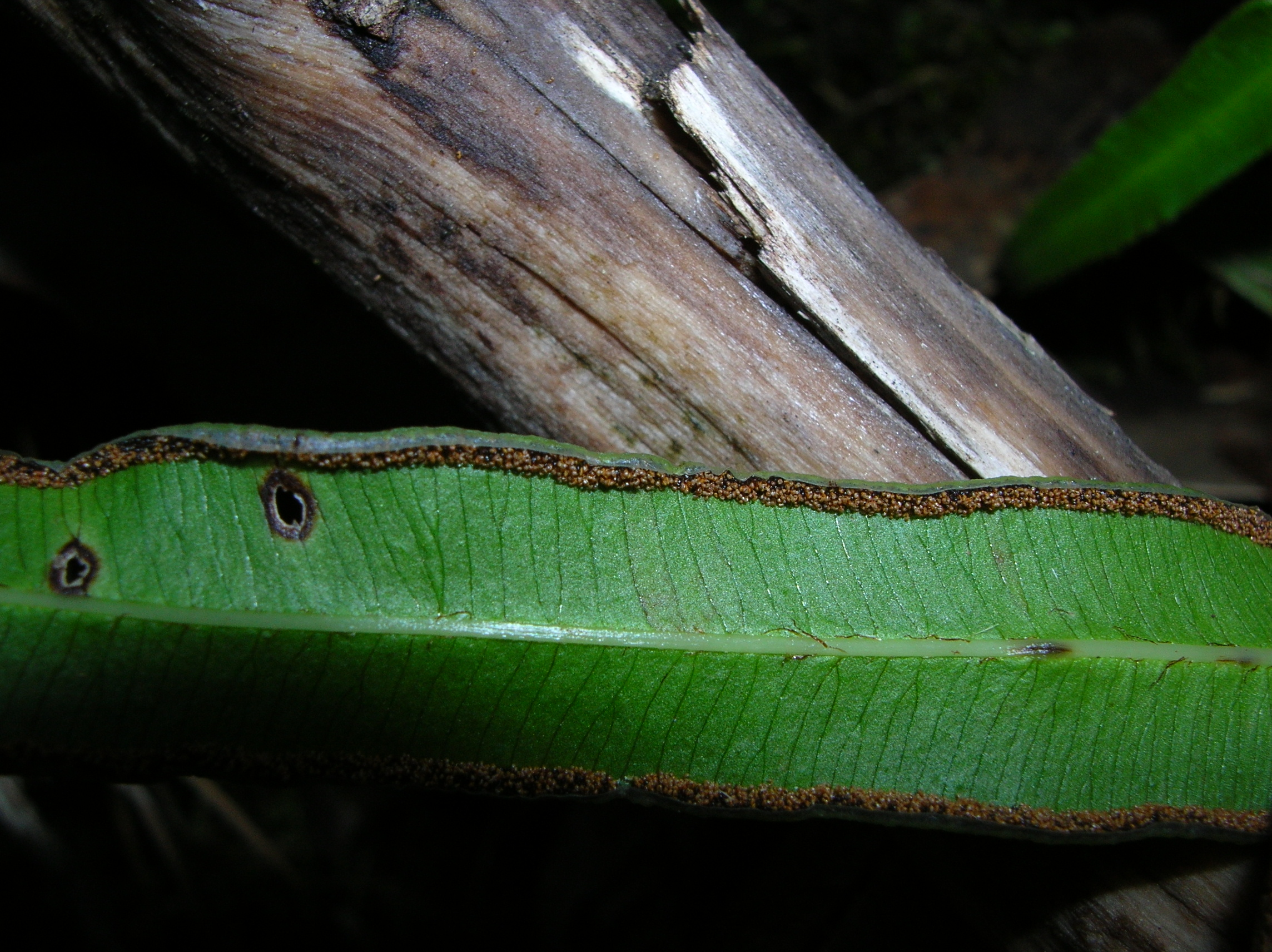
胞子嚢群・オオバノイノモトソウ
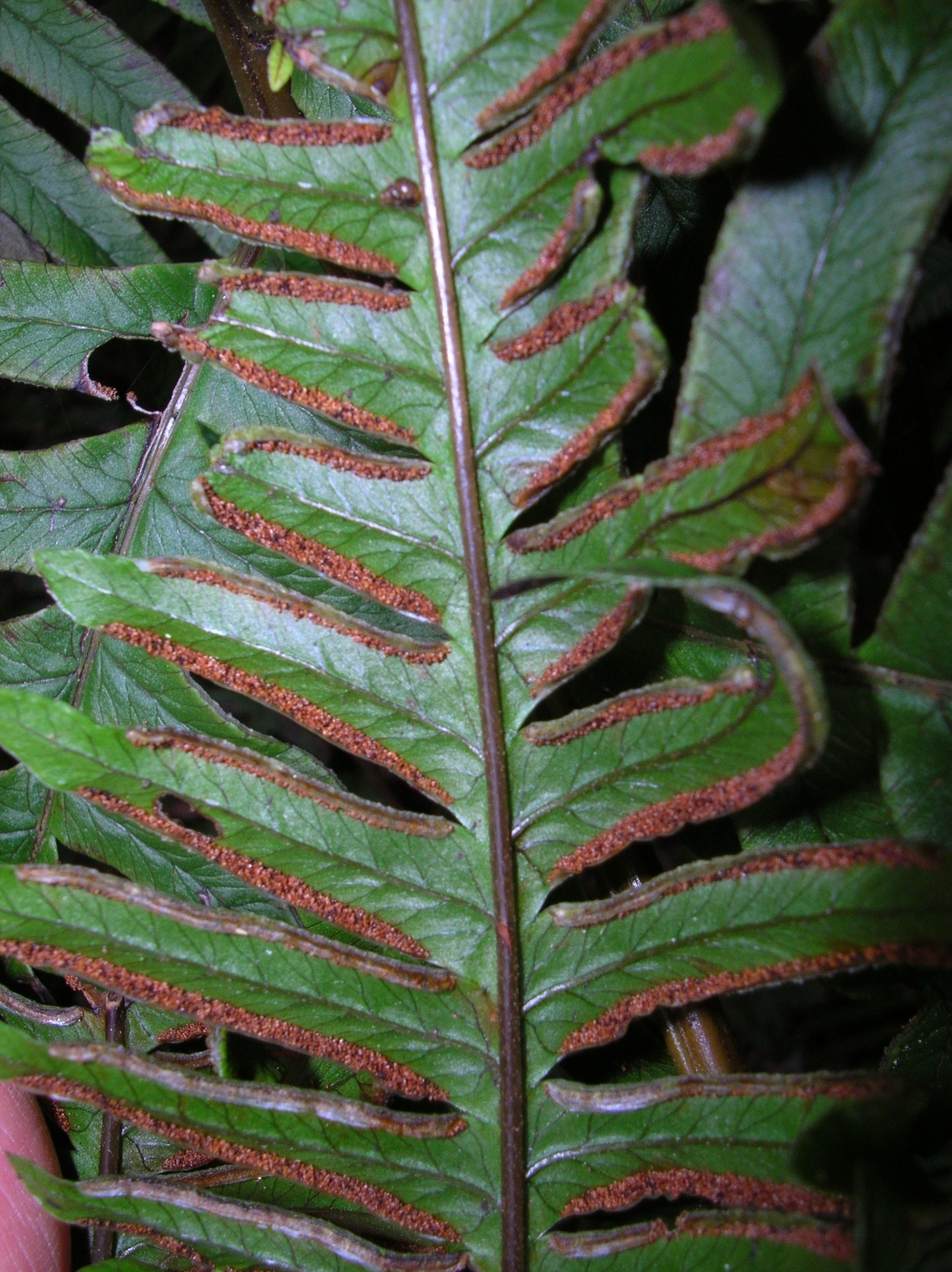
同・オオバノハチジョウシダ

## 分布と種
世界の熱帯から亜熱帯、暖帯に広く分布し、特に熱帯に多く、約300種が知られる。日本には30種ほどが知られる。以下に日本産の種をあげる。
Pteris　イノモトソウ属
- P. boninensis　オガサワラハチジョウシダ
- P. cadieri　カワリバアマクサシダ
- P. cretica　オオバノイノモトソウ
- P. deltodon　クマガワイノモトソウ
- P. dispar　アマクサシダ
- P. ensiformis　ホコシダ
- P. exelsa　オオバノハチジョウシダ
  - var. simplicior　オオバノアマクサシダ
- P. fauriei　ハチジョウシダ
- P. formosana　タイワンアマクサシダ
- P. grevilleana　アシガタシダ
- P. kawabatae　カワバタハチジョウシダ
- P. kidoi　キドイノモトソウ
- P. kiuschiuensis　ニシノコハチヨウシダ
- P. laurisilvicola　アイノコハチジョウシダ
- P. multifida　イノモトソウ
- P. nakasimae　ヒノタニシダ
- P. natiensis　ヤワラハチジョウシダ
- P. nipponica　マツザカシダ
- P. oshimensis　ハチジョウシダモドキ
- P. ryukyuensis　リュウキュウイノモトソウ
- P. semipinnata　オオアマクサシダ
- P. setuloso-costulata　トゲハチジョウシダ
- P. tokioi　ヒカゲアマクサシダ
- P. vittata　モエジマシダ
- P. wallichiana　ナチシダ
- P. yamatensis　ヒメイノモトソウ

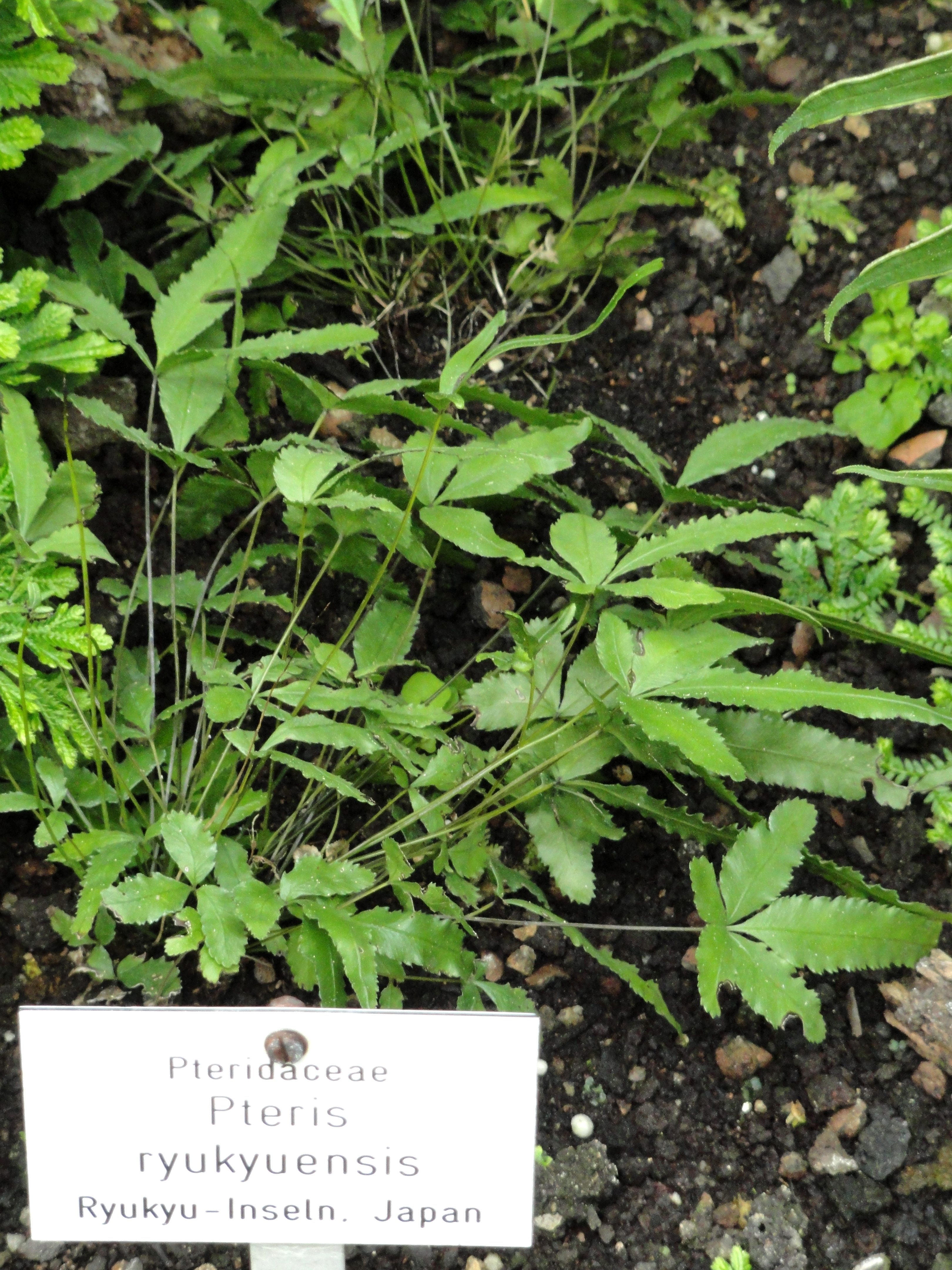
１回羽状複葉（リュウキュウイノモトソウ）
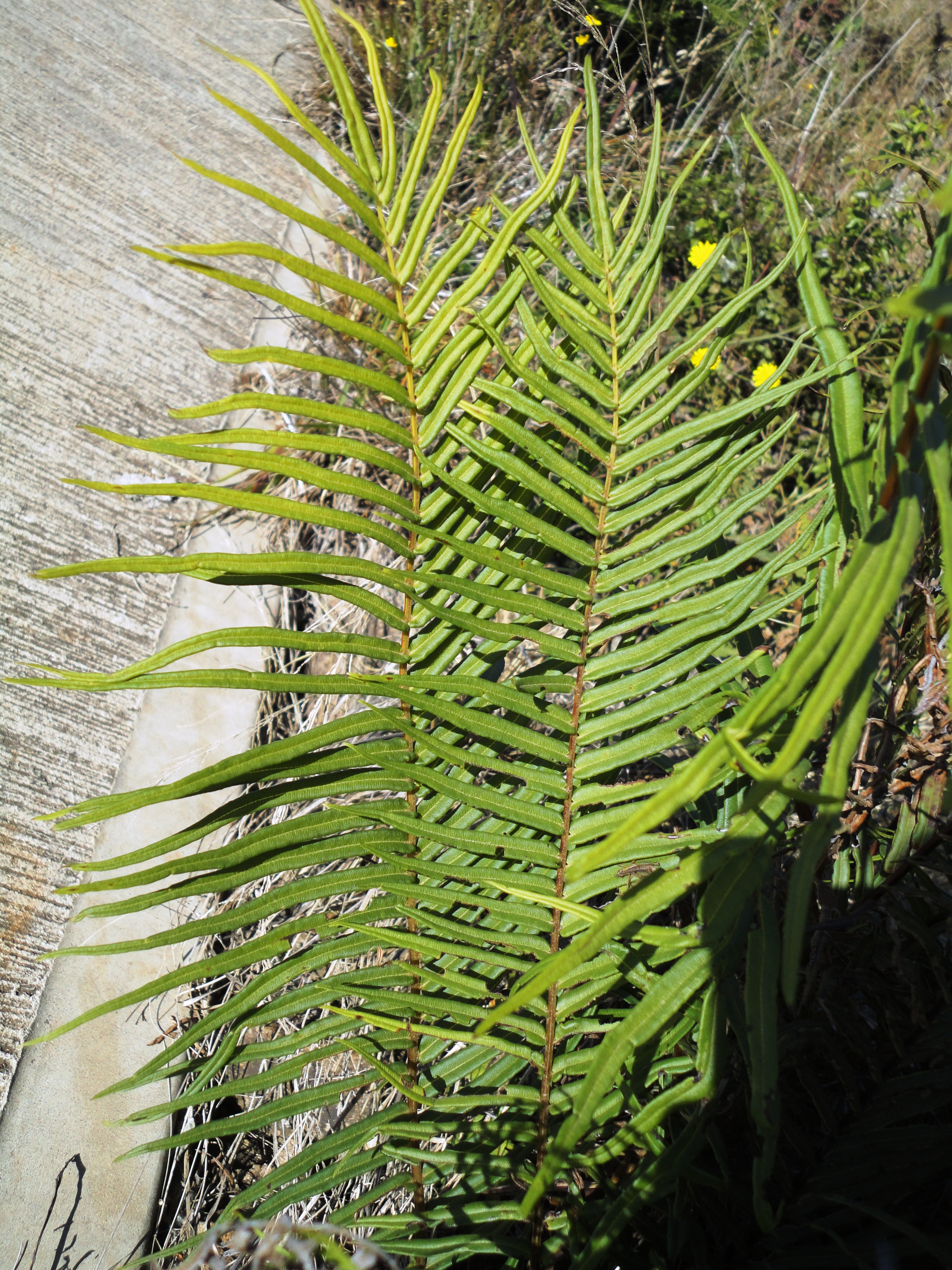
１回羽状複葉（モエジマシダ）
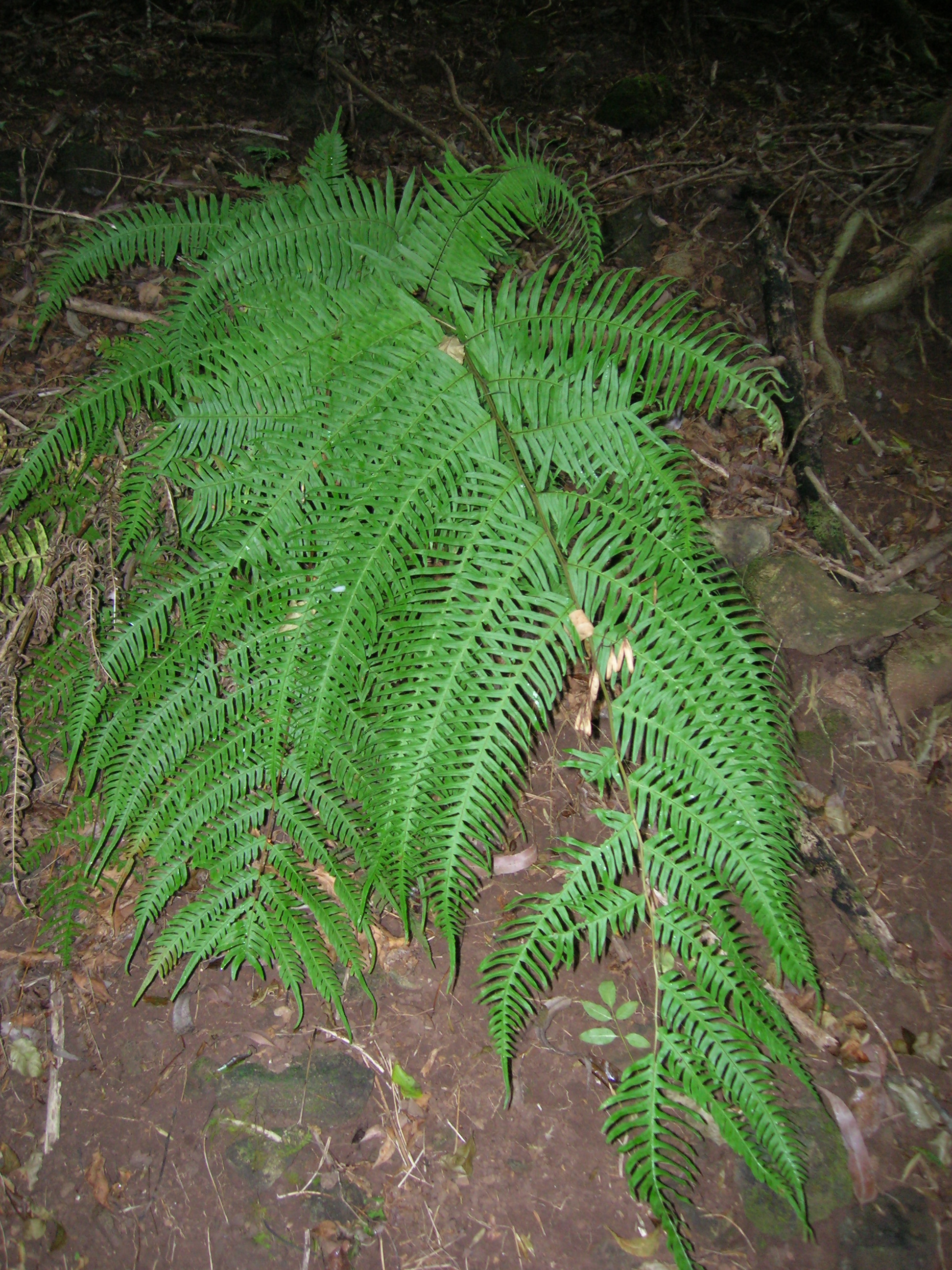
2回羽状深裂（オオバノハチジョウシダ）

## 分類
群としてはよく纏まっているが、内部の分類は難しい点が多い。田川 (1959) は特にハチジョウシダの仲間について「手におえぬ難物」と書いている。岩槻 (1992) では『熱帯で多様化している属の例に漏れず』研究が遅れていると述べられている。

## 利用
オオバノイノモトソウ、マツザカシダは観葉植物として栽培される。特に前者は欧米では広く利用されている。ホコシダ、ハチジョウシダにも斑入りなどの園芸品種がある。これらはプテリスの商品名で出回っており、往々に混同されている。またナチシダなどはあく抜きして食用にする地域がある。
栽培では、やや明るい日陰を好む性質があり、気温20–25℃を中心に前後5℃が適温とされるが、熱帯性の種は最低5℃以上、マツザカシダやオオバノイノモトソウでは0℃以上で越冬できる。用土は排水性の良いものを使い、十分な水やりが要る。植替えは夏場に行い、普通は植え替えのときに株分けを行って繁殖する。

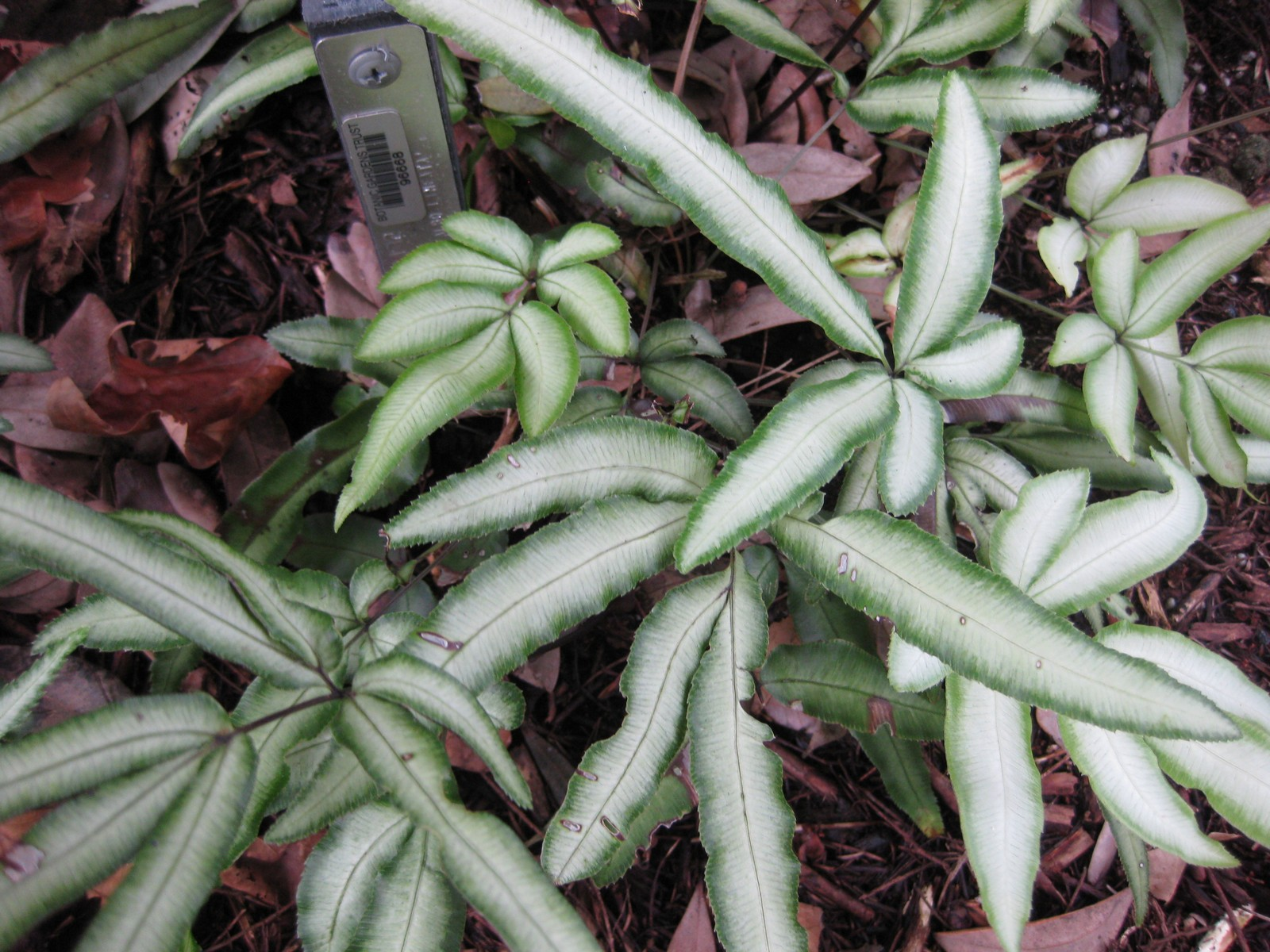
オオバノイノモトソウ・斑入り
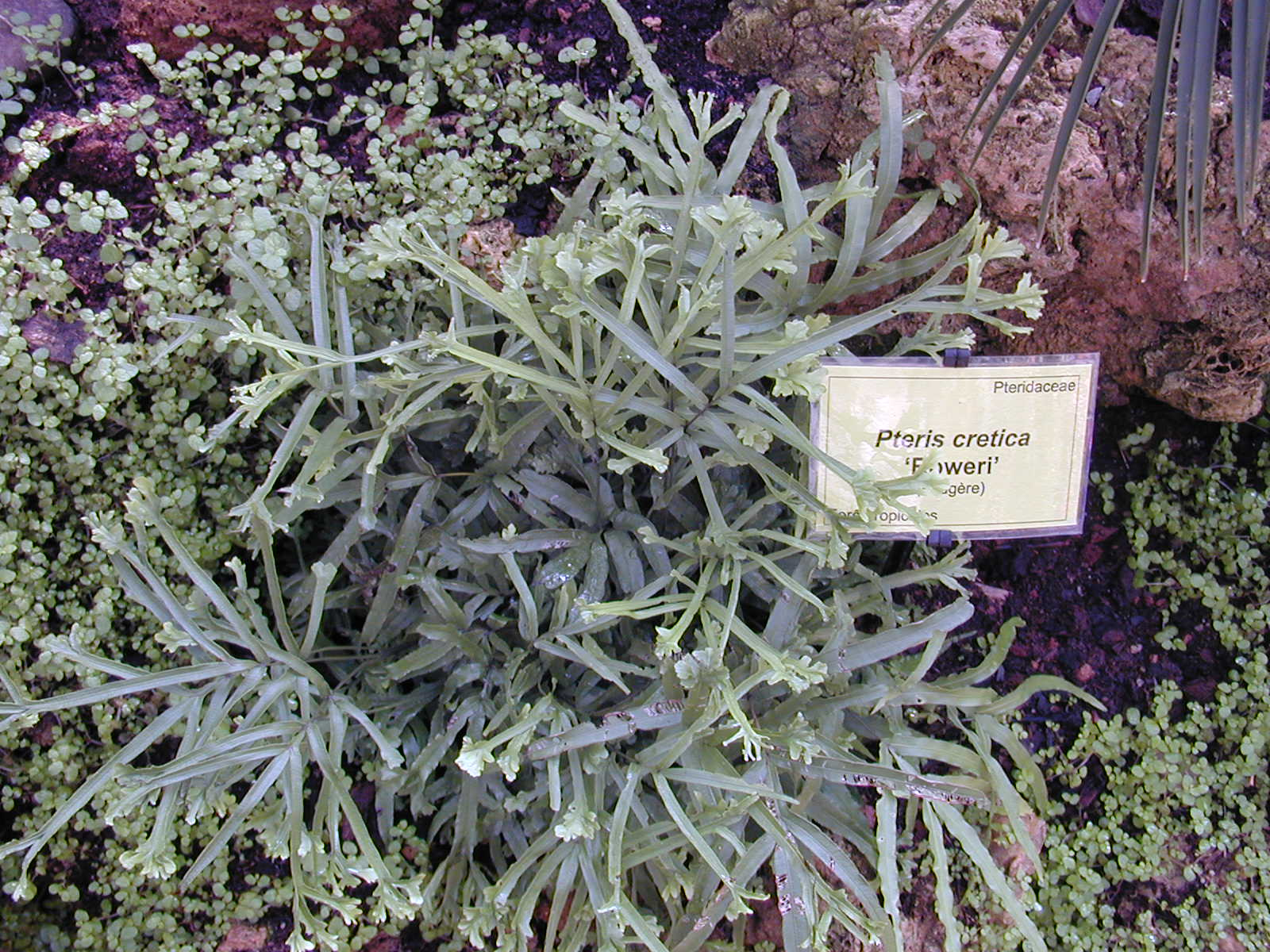
同・獅子葉のもの
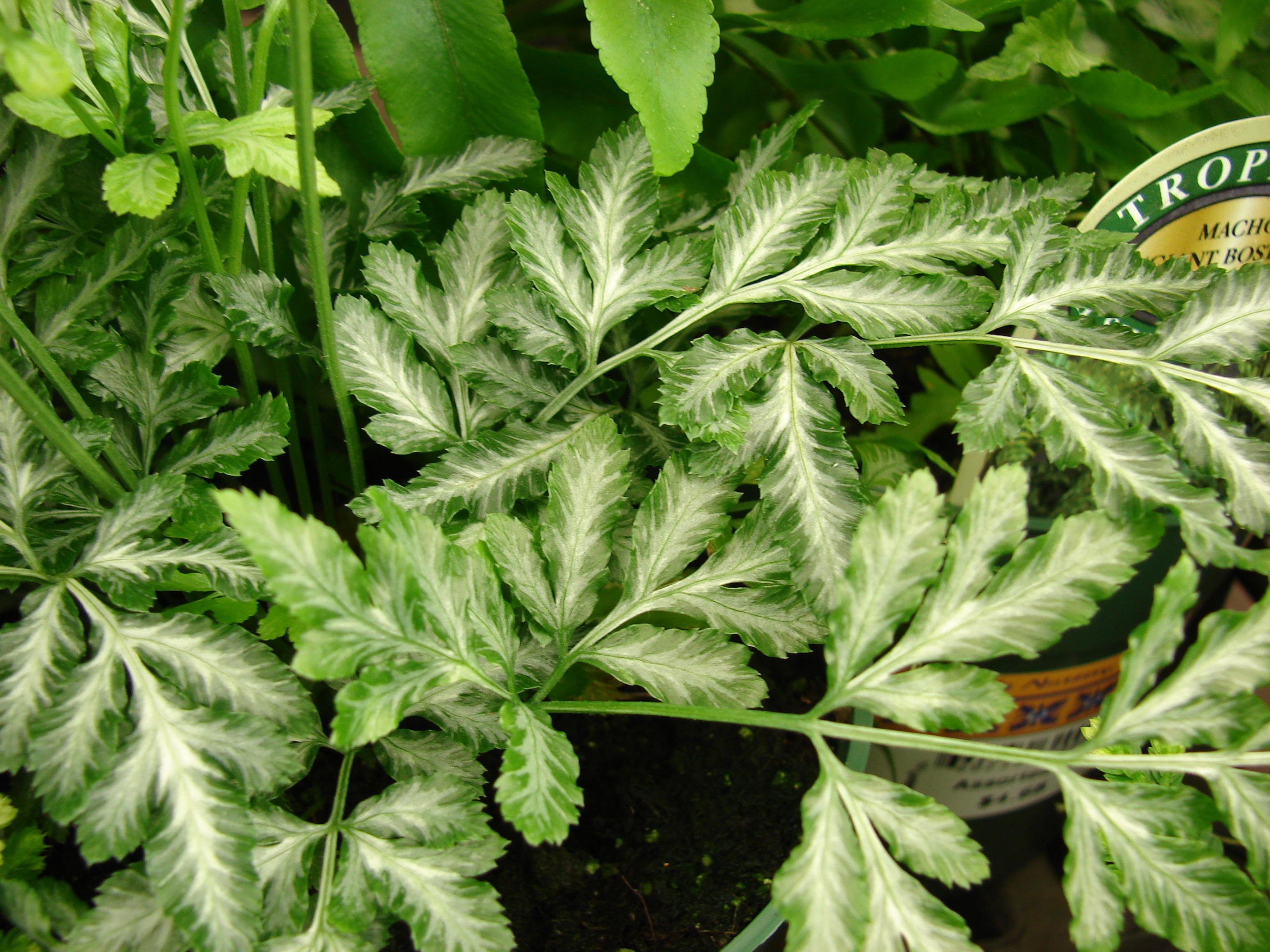
ホコシダ・斑入り